# Élections législatives tuvaluanes de 2019
Des élections législatives ont lieu aux Tuvalu le 9 septembre 2019 afin de renouveler l'ensemble des députés du parlement national, le Fale i Fono, à l'issue de leur mandat de quatre ans. Les Tuvalu sont une monarchie parlementaire fondée sur le modèle de Westminster. À la suite des élections, le Parlement élit le Premier ministre. Ce scrutin de 2019 voit la défaite d'Enele Sopoaga, à la tête du gouvernement depuis 2013, et l'élection à sa succession de Kausea Natano, le chef de l'Opposition parlementaire sortante.
Il n'existe pas de partis politiques aux Tuvalu ; tous les candidats se présentent en indépendant, mais s'associent à des factions.

## Système électoral et politique
Les Tuvalu sont une démocratie parlementaire et une monarchie constitutionnelle. C'est un royaume du Commonwealth : Élisabeth II est reine des Tuvalu, dotée d'un rôle purement cérémoniel, et représentée par un gouverneur général choisi par le gouvernement tuvaluan et dont les fonctions sont également d'ordre symbolique (avec toutefois certains pouvoirs de réserve). Le pouvoir exécutif est exercé par le Premier ministre et son Cabinet. Ceux-ci sont responsables face au Parlement, et ne demeurent en fonction que s'ils bénéficient de la confiance d'une majorité des députés.
Les Tuvalu sont une démocratie sans parti politique ; les députés siègent donc en indépendant, mais s'assemblent en une majorité et opposition parlementaires. Le pays est divisé en huit circonscriptions électorales, correspondant aux huit atolls ou îles habités du pays. Chaque circonscription est représentée par deux députés ; Nukulaelae n'en élit qu'un seul avant 2019, mais obtient un second siège pour ces élections,. Tous sont choisis au scrutin plurinominal majoritaire : les électeurs disposent de deux voix, et les deux candidats arrivés en tête dans leurs circonscriptions sont déclarés élus.

## Dirigeants
Le premier ministre Enele Sopoaga est un diplomate de carrière, ancien ambassadeur auprès de l'Organisation des Nations unies, vice-président de l'Alliance des petits États insulaires, et « négociateur des Tuvalu en matière de changement climatique », tentant d'éveiller la conscience de la communauté internationale quant aux dangers encourus par les Tuvalu et les autres petits États insulaires face aux conséquences du changement climatique. Entrant en politique en 2010, il est vice-premier ministre et ministre des Affaires étrangères et de l'Environnement dans le bref gouvernement de Maatia Toafa, puis Premier ministre à partir d'août 2013.
Parmi les députés d'opposition de la législature 2015-2019 se trouve l'ancien Premier ministre Sir Kamuta Latasi, jusqu'à sa démission du Parlement en octobre 2018. C'est toutefois Kausea Natano qui est le chef de l'Opposition.

## Candidats et campagne
Il y a trente-sept candidats, dont deux femmes, pour les seize sièges à pourvoir.
Isaia Taape, entré au Parlement en 2017 par une élection partielle et qui siégeait initialement comme simple député de la majorité parlementaire, a rejoint l'opposition en cours de législature et se présente donc comme un candidat d'opposition. S'approchant de la fin de son second mandat de gouverneur général, Sir Iakoba Italeli brigue lui aussi un siège de député, dans la circonscription de Nui.

## Résultats
Des treize députés sortants qui se représentent, seuls neuf sont réélus - dont Puakena Boreham, qui demeure l'unique femme députée à l'assemblée. Les quatre membres de l'opposition parlementaire sortante conservent leurs sièges, tandis que le gouvernement est affaibli par la défaite du vice-Premier ministre Maatia Toafa, du ministre de la Santé Satini Manuella et du ministre des Affaires étrangères et de l'Environnement Taukelina Finikaso. Iakoba Italeli échoue quant à lui à obtenir un siège de parlementaire.
| Faction                   | Faction                            | Dirigeant     | Voix   | %   | Sièges | +/- |
| ------------------------- | ---------------------------------- | ------------- | ------ | --- | ------ | --- |
|                           | Partisans du gouvernement sortant  | Enele Sopoaga |        |     | 6      | 5   |
|                           | Partisans de l'opposition sortante | Kausea Natano |        |     | 10     | 6   |
|                           |                                    |               |        |     |        |     |
| Votes valides             | Votes valides                      | Votes valides | 10 202 |     |        |     |
| Votes blancs et invalides |                                    |               |        |     |        |     |
| Total                     | Total                              | Total         |        | 100 | 16     | 1   |
| Abstention                |                                    |               |        |     |        |     |
| Inscrits / participation  |                                    |               |        |     |        |     |

Les résultats par circonscription sont les suivants. La couleur gris clair indique un député partisan du gouvernement Sopoaga sortant ; le gris foncé, un partisan de l'opposition sortante.

### Funafuti
| Député sortant | Député sortant | Faction    | Fonctions            | Sortant se représente ? | Élu | Élu           | Faction           |
| -------------- | -------------- | ---------- | -------------------- | ----------------------- | --- | ------------- | ----------------- |
|                | Kausea Natano  | Opposition | Chef de l'Opposition | oui                     |     | Kausea Natano | nouvelle majorité |
|                | Simon Kofe     | Opposition | simple député        | oui                     |     | Simon Kofe    | nouvelle majorité |

| Candidat          | Voix | % | +/- | Résultat |
| ----------------- | ---- | - | --- | -------- |
| Simon Kofe        | 374  |   |     | réélu    |
| Kausea Natano     | 355  |   |     | réélu    |
| Tuafafa Latasi    | 349  |   |     |          |
| Soloseni Penitusi | 158  |   |     |          |
| Luke Paeniu       | 70   |   |     |          |

### Nanumaga
| Député sortant | Député sortant | Faction      | Fonctions                                     | Sortant se représente ? | Élu | Élu           | Positionnement de l'élu |
| -------------- | -------------- | ------------ | --------------------------------------------- | ----------------------- | --- | ------------- | ----------------------- |
|                | Monise Laafai  | Gouvernement | ministre des Communications et des Transports | oui                     |     | Monise Laafai | nouvelle Opposition     |
|                | Otinielu Tausi | Gouvernement | président du Parlement                        | oui                     |     | Minute Taupo  | nouvelle majorité       |

| Candidat       | Voix | % | +/- | Résultat |
| -------------- | ---- | - | --- | -------- |
| Monise Laafai  | 366  |   |     | réélu    |
| Minute Taupo   | 361  |   |     | élu      |
| Otinielu Tausi | 284  |   |     | battu    |

### Nanumea
| Député sortant | Député sortant  | Faction      | Fonctions                                                                    | Sortant se représente ? | Élu | Élu             | Positionnement de l'élu |
| -------------- | --------------- | ------------ | ---------------------------------------------------------------------------- | ----------------------- | --- | --------------- | ----------------------- |
|                | Maatia Toafa    | Gouvernement | vice-Premier ministre ; ministre des Finances et du Développement économique | oui                     |     | Ampelosa Tehulu | nouvelle majorité       |
|                | Satini Manuella | Gouvernement | ministre de la Santé                                                         | oui                     |     | Timi Melei      | nouvelle majorité       |

| Candidat        | Voix | % | +/- | Résultat |
| --------------- | ---- | - | --- | -------- |
| Ampelosa Tehulu | 603  |   |     | élu      |
| Timi Melei      | 327  |   |     | élu      |
| Tipelu Kauani   | 266  |   |     |          |
| Maatia Toafa    | 219  |   |     | battu    |
| Satini Manuella | 198  |   |     | battu    |

### Niutao
| Député sortant | Député sortant | Faction      | Fonctions                                             | Sortant se représente ? | Élu | Élu         | Positionnement de l'élu                          |
| -------------- | -------------- | ------------ | ----------------------------------------------------- | ----------------------- | --- | ----------- | ------------------------------------------------ |
|                | Fauoa Maani    | Gouvernement | ministre de l'Éducation, de la Jeunesse et des Sports | non                     |     | Katepu Laoi | nouvelle majorité                                |
|                | Samuelu Teo    | Gouvernement | simple député                                         | oui                     |     | Samuelu Teo | nouvelle Opposition, puis président du Parlement |

| Candidat         | Voix | % | +/- | Résultat |
| ---------------- | ---- | - | --- | -------- |
| Samuelu Teo      | 241  |   |     | réélu    |
| Katepu Laoi      | 235  |   |     | élu      |
| Polikapo Teaukai | 231  |   |     |          |
| Tefiti Malau     | 198  |   |     |          |
| Iopu Kaisala     | 161  |   |     |          |
| Itaia Lausaveve  | 155  |   |     |          |
| Tavau Teii       | 119  |   |     |          |

### Nui
| Député sortant | Député sortant     | Faction      | Fonctions      | Sortant se représente ? | Élu | Élu                | Positionnement de l'élu |
| -------------- | ------------------ | ------------ | -------------- | ----------------------- | --- | ------------------ | ----------------------- |
|                | Mackenzie Kiritome | Opposition   | simple député  | oui                     |     | Mackenzie Kiritome | nouvelle majorité       |
|                | Puakena Boreham    | Gouvernement | simple députée | oui                     |     | Puakena Boreham    | nouvelle Opposition     |

| Candidat           | Voix | % | +/- | Résultat |
| ------------------ | ---- | - | --- | -------- |
| Puakena Boreham    | 274  |   |     | réélue   |
| Mackenzie Kiritome | 249  |   |     | réélu    |
| Mataio Tekinene    | 239  |   |     |          |
| Sir Iakoba Italeli | 219  |   |     |          |
| Leneuoti Maatusi   | 119  |   |     |          |

### Nukufetau
| Député sortant | Député sortant | Faction      | Fonctions                          | Sortant se représente ? | Élu | Élu           | Positionnement de l'élu |
| -------------- | -------------- | ------------ | ---------------------------------- | ----------------------- | --- | ------------- | ----------------------- |
|                | Enele Sopoaga  | Gouvernement | Premier ministre                   | oui                     |     | Enele Sopoaga | nouvelle Opposition     |
|                | Elisala Pita   | Gouvernement | ministre des Ressources naturelles | non                     |     | Fatoga Talama | nouvelle Opposition     |

| Candidat      | Voix | % | +/- | Résultat |
| ------------- | ---- | - | --- | -------- |
| Enele Sopoaga | 491  |   |     | réélu    |
| Fatoga Talama | 323  |   |     | élu      |
| Valisi Tovia  | 285  |   |     |          |
| Afelee Pita   | 273  |   |     |          |

### Nukulaelae
| Député sortant | Député sortant   | Faction      | Fonctions                                         | Sortant se représente ? | Élu | Élu              | Positionnement de l'élu |
| -------------- | ---------------- | ------------ | ------------------------------------------------- | ----------------------- | --- | ---------------- | ----------------------- |
|                | Namoliki Sualiki | Gouvernement | ministre de l'Intérieur et du Développement rural | oui                     |     | Namoliki Sualiki | nouvelle Opposition     |
|                | siège inexistant | -            | -                                                 | -                       |     | Seve Paeniu      | nouvelle majorité       |

| Candidat         | Voix | % | +/- | Résultat |
| ---------------- | ---- | - | --- | -------- |
| Seve Paeniu      | 199  |   |     | élu      |
| Namoliki Sualiki | 182  |   |     | réélu    |
| Bikenibeu Paeniu | 99   |   |     |          |
| Luuni Tinilau    | 96   |   |     |          |

### Vaitupu
| Député sortant | Député sortant     | Faction      | Fonctions                                                                       | Sortant se représente ? | Élu | Élu           | Positionnement de l'élu |
| -------------- | ------------------ | ------------ | ------------------------------------------------------------------------------- | ----------------------- | --- | ------------- | ----------------------- |
|                | Isaia Taape        | Opposition   | simple député                                                                   | oui                     |     | Isaia Taape   | nouvelle majorité       |
|                | Taukelina Finikaso | Gouvernement | ministre de l'Environnement, des Affaires étrangères, du Travail et du Commerce | oui                     |     | Nielu Meisake | nouvelle majorité       |

| Candidat           | Voix | % | +/- | Résultat |
| ------------------ | ---- | - | --- | -------- |
| Nielu Meisake      | 642  |   |     | élu      |
| Isaia Taape        | 494  |   |     | réélu    |
| Taukelina Finikaso | 425  |   |     | battu    |
| Sam Panapa         | 323  |   |     |          |

## Élection du Premier ministre
La nouvelle assemblée se réunit le 19 septembre pour élire le président du Parlement et le Premier ministre. Le Premier ministre sortant Enele Sopoaga et le chef de l'Opposition Kausea Natano briguent la direction du gouvernement. Samuelu Teo est élu à la présidence de l'assemblée, tandis que Kausea Natano est élu Premier ministre, par dix voix contre six pour le Premier ministre sortant, à bulletin secret.

## Changements ultérieurs
Le 23 mai 2022, Minute Alapati Taupo, député de Nanumaga et vice-Premier ministre en exercice, meurt subitement à l'âge de 60 ans. Le journaliste et chapelain Kitiona Tausi remporte l'élection partielle du 15 juillet à Nanumaga pour lui succéder et se joint à la majorité parlementaire.
À la mort du député de Niutao Katepu Laoi, Sa'aga Talu Teafa remporte l'élection partielle du 6 juin 2022 pour lui succéder et se joint à la majorité parlementaire.
Le député d'opposition de Nukufetau Fatoga Talama quitte le Parlement pour des raisons inconnues ; Panapasi Nelesoni remporte l'élection partielle pour lui succéder en 2023 et se joint à la majorité parlementaire.